# Johann Friedrich Schröder (Bankier)
 Johann Friedrich Schröder  (* 12. Juli 1879 in Bremen; † 16. November 1933 in Bremen) war ein deutscher Bankkaufmann.

## Biografie
Schröder war der Sohn eines Schuhmachermeisters. Er absolvierte eine Banklehre in der Firma J. Schultze & Wolde in Bremen und ergänzte seine Kenntnisse von 1899 bis 1900 in Berlin. Ab 1900 war er bei der Bremer Bank tätig.
Um 1900 lernte er Albert Ernst Weyhausen, Sohn des Bankiers E. C. Weyhausen, kennen. Beide gründeten 1905 das Bankhaus Schröder und Weyhausen in Bremen, Langenstraße Nr. 1. 1905 eröffnete Schröder zudem ein Effekten-Kommissionsgeschäft, in dem vor allem Aktien der Deutsche Dampfschiffahrtsgesellschaft „Hansa“ gehandelt wurden. Auch das Bankhaus engagierte sich vor allem in der Schifffahrt. 1919 wurde auch das Bremer Bankhaus E. C. Weyhausen übernommen und 1920 vereint zur Bank J. F. Schröder KGaA; bald Hausbank für Bremen und für viele lokale Firmen. 1923 bezog sie das neue Bankgebäude Obernstraße 2–12. In den Jahren 1926–1928 hatte Schröder eine zentrale Rolle bei der überregionalen Fusion mehrerer deutscher Werften zur Deutsche Schiff- und Maschinenbau Aktiengesellschaft (Deschimag) mit Sitz in Bremen. 1928 war Schröder bei der Gründung der Bremer Hansebank AG beteiligt.
Während der Weltwirtschaftskrise seit 1929 und nach dem Konkurs der Norddeutschen Wollkämmerei & Kammgarnspinnerei im Juli 1931 musste die Schröder-Bank trotz Stützungsmaßnahmen auch im Juli 1931 schließen. Der Staat sanierte und übernahm das Unternehmen als Norddeutsche Kreditbank.